# عایشه فاروق
عایشه فاروق (اردو: عائشه فاروق‎) یک خلبان جنگنده پاکستانی اهل حاصل‌پور، منطقه باهاوالپور است که نخستین زنی بود که در نیروی هوایی پاکستان (PAF) خلبان جنگنده شد.
در سال ۲۰۱۳، او اولین خلبان زن جنگنده پاکستانی پس از پشت سر گذاشتن امتحانات نهایی کسب صلاحیت با رتبه ممتاز شد. او اکنون با جت جنگنده چنگدو جی-۷ ساخت چین به همراه ۲۴ خلبان خود در اسکادران بیستم به انجام مأموریت می‌پردازد. از ۶ خلبان زن جنگنده فعلی در PAF، ستوان پرواز عایشه فاروق تنها فردی است که واجد شرایط درگیری و پرواز در امتداد مرز است.
او یکی از ۱۹ زنی است که از دهه ۲۰۰۰ در نیروی هوایی پاکستان خلبان شده‌اند.